# Jouvea pilosa
Jouvea pilosa là một loài thực vật có hoa trong họ Hòa thảo. Loài này được (J.Presl) Scribn. mô tả khoa học đầu tiên năm 1896.

## Hình ảnh

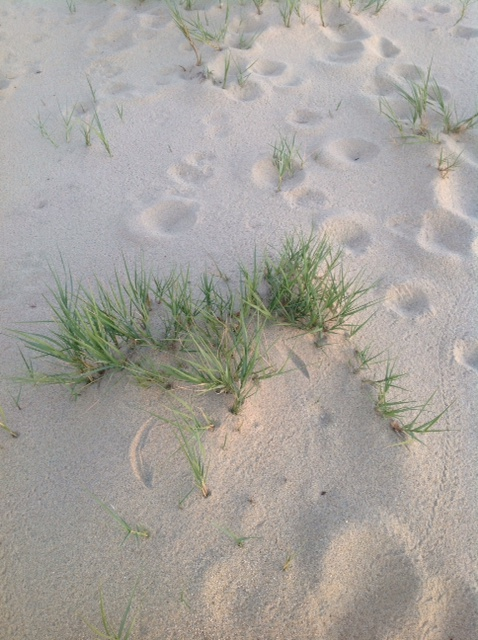